# ميلان ميريتش
ميلان ميريتش مواليد 21 مارس 1999 في البوسنة والهرسك، هو لاعب كرة قدم بوسني. يلعب كمدافع. مثّل منتخب البوسنة والهرسك لكرة القدم فئة الشباب.